# Королева дэнсхолла
«Королева дэнсхолла» (англ. Dancehall Queen) — ямайский независимый фильм 1997 года режиссёров Рика Элгуда и Дона Леттса. Фильм принимал участие на Кинофестивале в Торонто в 1997 году.

## Сюжет
Главная героиня фильма Марсия — уличная торговка и мать-одиночка. У неё есть две дочери. Старшая Таня иногда встречается со взрослым богатым мужчиной по имени Ларри, который даёт денег её семье. Однажды у Марсии случается конфликт с одним из местных гангстеров Пристом. Прист даже убивает одного из друзей Марсии. В этом убийстве обвиняют брата Марсии Джуниора, поскольку его видели на месте преступления. Прист же преследует и запугивает Марсию и Джуниора, потому что они свидетели его преступления. На этой почве у Джуниора начинаются проблемы с психикой. Таня уходит от Ларри, она находит себе друга своего возраста, и в семье совсем не остаётся денег.
Как-то Марсия продавая пиво в своём передвижном ларьке на танцах принимает решение самой попробовать танцевать. Она ходит танцевать в парике и несвойственной для себя одежде, поэтому там её не узнают, в том числе и Ларри, с которым она повторно знакомится. Через какое-то время она принимает участие в танцевальном конкурсе, ведь за победу обещают много денег. Во время конкурса у клуба происходит потасовка между Ларри и Пристом, в которой Прист погибает. Марсия же неожиданно становится победительницей — «Королевой дэнсхолла». Она забирает себе деньги, а трофей отдаёт конкурентке, затем снимает «маску», что сильно озадачивает Ларри. Под ободряющие крики толпы она уходит домой, волоча, вместе со своими друзьями, передвижной ларёк.

## В ролях
- Одри Рейд (англ. Audrey Reid) — Марсия
- Пол Кэмпбелл (англ. Paul Campbell) — Прист
- Карл Дэвис (англ. Carl Davis) — Ларри
- Марк Данверс — Джуниор
- Шерин Андерсон — Таня
- Полин Стоун Майри — миссис Гордон
- Патрис Харрисон — Оливин
- Аника Гресон — Таша
- Дональд Томпсон — Санни
- Генри Браун
- Карл Брэдшоу (англ. Carl Bradshaw) — офицер полиции #1
- Майкл Лондон — офицер полиции #2
- Beenie Man[англ.] — камео
- Lady Saw[англ.] — камео
- Наташа Будхи — Дороти
- Рональд Гошоп — водитель такси
- Марлон Кинг — Вендор
- Росарио Пардо — Лола

## Интересные факты
- Фильм был дебютом для Шерин Андерсон, которая через 10 лет после его выхода сама станет регги- и дэнсхолл-певицей.